# Saturnino López Novoa
Saturnino López Novoa (Sigüenza, 1830 - Osca, 1905) va ser un religiós espanyol, historiador i fundador de la Congregació de les Germanetes dels Ancians Desemparats, amb Santa Teresa Jornet. En 2014 ha estat proclamat venerable per l'Església catòlica.

## Biografia
Va néixer a Sigüenza (Guadalajara) el 29 de novembre de 1830; de petit va anar a Berlanga de Duero (Sòria), on el seu oncle Basilio Gil y Bueno, després bisbe d'Osca, era magistral de la col·legiata. Hi va estudiar llatí i va entrar al seminari de Sigüenza i, més tard, al de Barbastre. Hi cursà Filosofia, Teologia i Dret canònic. A Toledo es va doctorar en Teologia (1861). Va ser professor de llatí i humanitats al seminari de Sigüenza i, des de 1854, al de Barbastre, on va anar quan el seu oncle va ser-ne nomenat degà i vicari capitular.
En 1855 va ser ordenat sacerdot. Va ser secretari del seu oncle i canonge d'Osca, quan Basilio Gil va ser nomenat bisbe d'Osca. En ocasió del Concili Vaticà I, va anar a Roma amb el seu oncle, que hi morí. En tornar a Osca, va pensar de fundar un institut que tingués cura de la gent gran que, desvalguda, vivia en males condicions. Amb la col·laboració de Teresa Jornet i Ibars, que hi havia anat en conèixer el projecte del religiós i que hi volia treballar, va fundar la Congregació de Germanetes dels Ancians Desemparats el 27 de gener de 1873.
Des de llavors, va dirigir la congregació, de la qual era superiora Teresa Jornet, i va fer possible la seva expansió. La seva tasca entre bisbes, rectors i personalitats va fer que el nou institut fos convidat a instal·lar-se a nombrosos llocs.
Va morir, a causa d'una pneumònia, a Osca, el 12 de març de 1905.
Va escriure obres d'història, la més important de les quals és Historia de la ciudad de Barbastro y descripción geográfico-histórica de su diócesis (2 vol., Barbastre 1861). A més, obres de religió com Manual reglamentario e instructivo de la Hermana de la Caridad, La predicación cristiana, o de devoció com Vida Cristiana

## Veneració
Les seves restes es portaren a la Casa Mare de la Congregació de Germanetes, a València, on arribaren el 7 de maig de 1912. Va ser proclamat Servent de Déu i venerable (el 8 de juliol de 2014); actualment en continua el procés de canonització.